# Xylopia magna
Xylopia magna là một loài thực vật thuộc họ Annonaceae. Loài này có ở Malaysia và Singapore.